# 掌叶白粉藤
掌叶白粉藤（学名：Cissus triloba），为葡萄科白粉藤属下的一个植物种。